# Kelmė
Kelmė anhörenⓘ (deutsch Kelm, polnisch Kielmy) ist eine Stadt und ein Kreis in Litauen, gelegen an dem Flüsschen Kražantė. Sie liegt an der Fernverkehrsstraße Sovetsk-Šiauliai-Riga, die den Ort im Westen umgeht und nicht mehr das Zentrum passiert.

## Stadt
Der Ort wurde erstmals 1295 erwähnt und erhielt im 16. Jahrhundert das Stadtrecht.

## Sehenswürdigkeiten
- Die katholische Mariä-Himmelfahrts-Kirche wurde von 1901 bis 1912 von Karl Eduard Strandmann im neogotischen Stil errichtet.
- Die evangelisch-reformierte Kirche wurde 1615 errichtet und nach einem Brand 1767 umgebaut.
- Im Herrenhaus des Gutes Kelmė (1780 erbaut und 1892 umgebaut) befindet sich das Regionalmuseum Kelmė

## Galerie

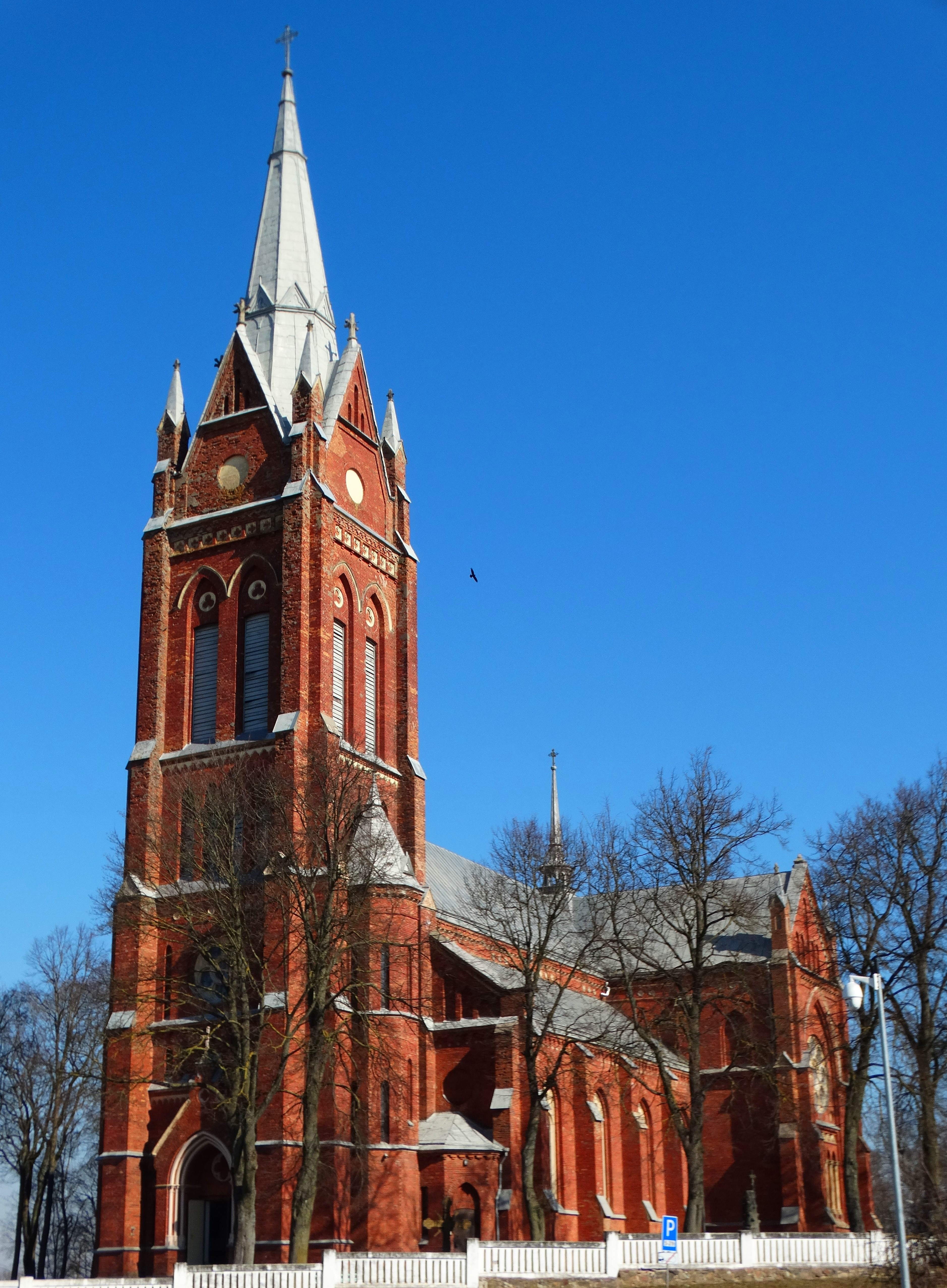
Katholische Kirche von Kelmė
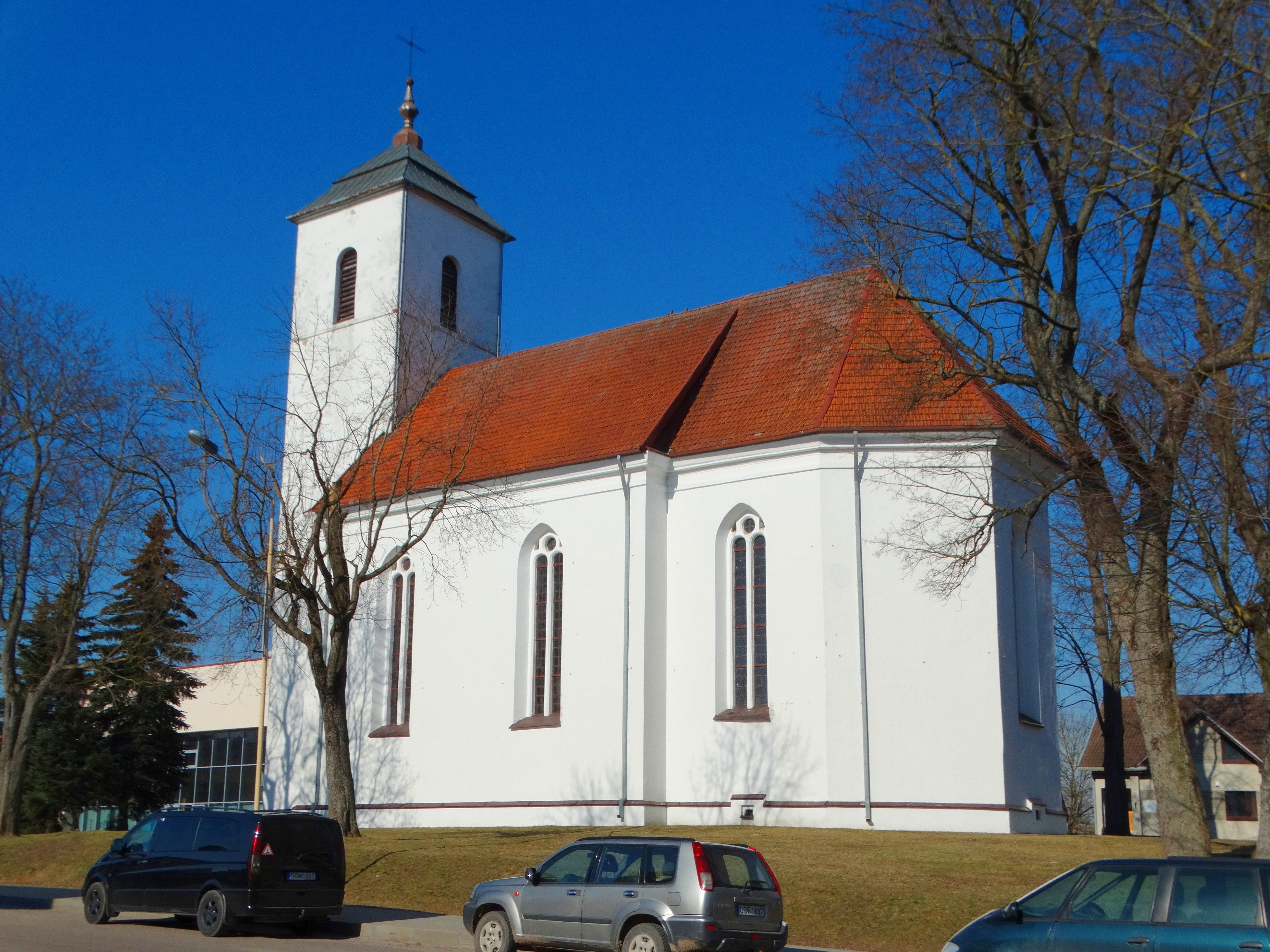
Evangelisch-reformierte Kirche
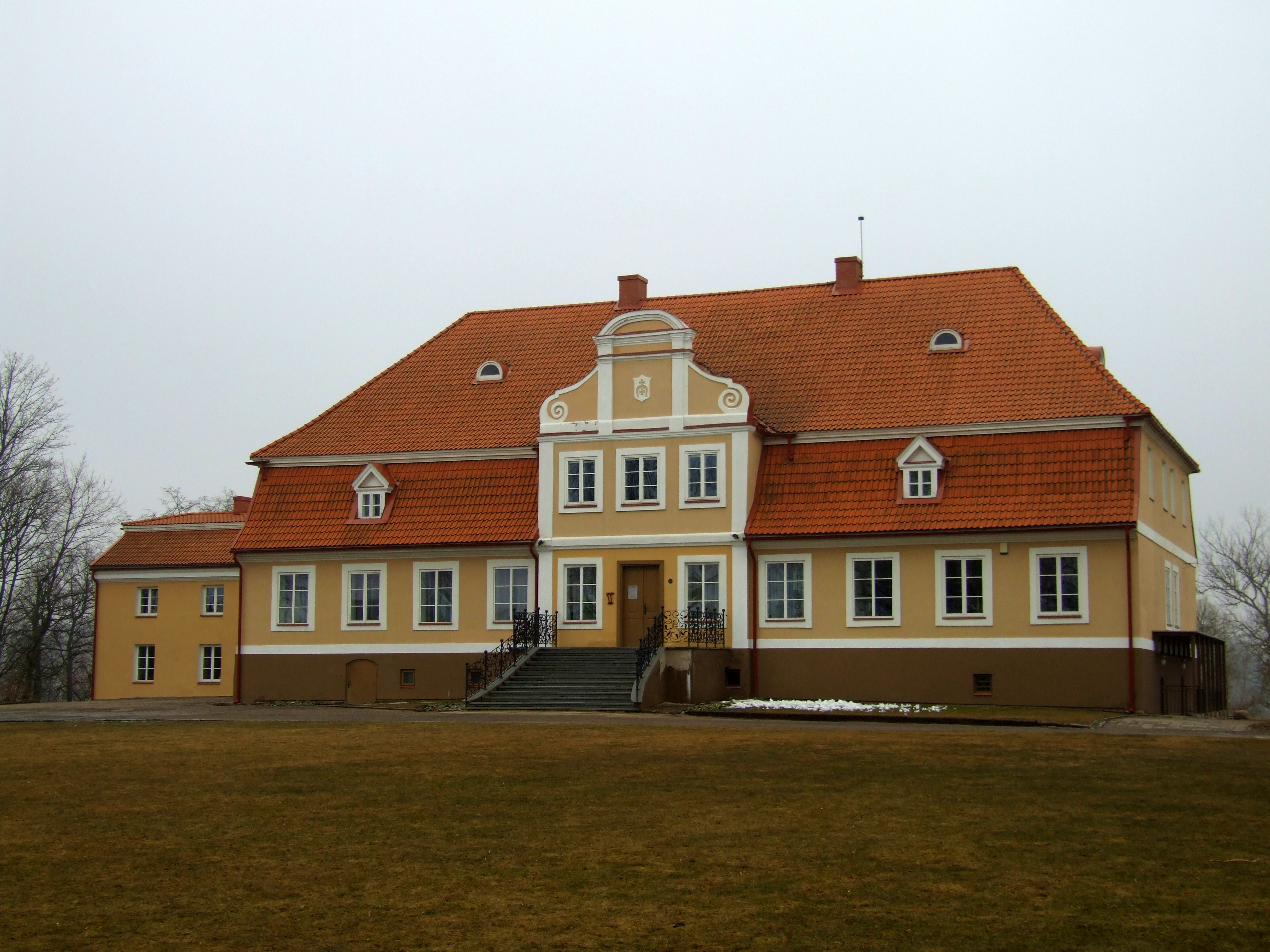
Herrenhaus des Guts

## Partnerschaften
- – Wartburgkreis, Thüringen – die Partnerschaft auf Kreisebenene besteht seit  2003
- – Lienen, Nordrhein-Westfalen
- – Kirchengemeinde St. Peter Hinsbeck (Nettetal)
- 🇭🇺 – Hódmezövásárhely (Ungarn)

## Personen
- Eimantas Grakauskas (* 1947), Rechtsanwalt, Agrarrechtler und Politiker
- Kęstutis Masiulis (* 1957), Politiker und Hochschullehrer
- Visvaldas Nekrašas (* 1958), Politiker
- Vilma Martinkaitienė (* 1966), Politikerin
- Artūras Visockas (* 1968), Politiker und Unternehmer
- Monika Povilaitytė (* 1994), Beachvolleyballspielerin
- Monika Marija (* 1998), Sängerin